# Gmina Ribe
Gmina Ribe (duń. Ribe Kommune) była w latach 1970–2006 (włącznie) jedną z gmin w Danii w okręgu Ribe Amt. 
Siedzibą władz gminy było miasto Ribe. 
Gmina Ribe została utworzona 1 kwietnia 1970 na mocy reformy podziału administracyjnego Danii. Po kolejnej reformie w 2007 r. weszła w skład nowej gminy Esbjerg.

## Dane liczbowe
- Liczba ludności: (♀ 9026 + ♂ 9121) = 18 147
  - wiek 0-6: 8,3%
  - wiek 7-16: 14,0%
  - wiek 17-66: 64,4%
  - wiek 67+: 13,3%
- zagęszczenie ludności: 51,7 osób/km²
- bezrobocie: 4,2% osób w wieku 17-66 lat
- cudzoziemcy z UE, Skandynawii i USA: 158 na 10 000 osób
- cudzoziemcy z krajów Trzeciego Świata: 166 na 10 000 osób
- liczba szkół podstawowych: 11 (liczba klas: 133)